# Daniel Eduardo Pérez
Daniel Eduardo Pérez es un escritor y periodista nacido en Tandil, Argentina el 22 de junio de 1941. Por sus publicaciones ha recibido varios premios, entre ellos uno de ADEPA.

## Trayectoria
Pérez estudió en la escuela N° 2 de Tandil la primaria, posteriormente estudió magisterio en la Escuela Normal Superior de esa ciudad y se recibió de Maestro Normal, para luego estudiar Historia en la Universidad de Tandil. 
Trabajó como docente ejerció en todos los niveles de la educación, y hasta que se jubiló en 2012 fue Secretario Administrativo de la Facultad de Ciencias Humanas de la Universidad Nacional del Centro.
Es redactor permanente de la publicación “Tiempos Tandilenses” desde su fundación hasta el presente. Además ha colaborado con los diarios regionales y los locales ¨El Eco de Tandil" y Nueva Era. 
También fue Director de Cultura de la Municipalidad de Tandil durante catorce años en distintos períodos de gobierno y Secretario General del ministerio de Educación de la Provincia de Buenos Aires entre 1971 y 1973, siendo Ministro el Dr. Osvaldo M. Zarini.
Fue presidente de la Junta de Estudios Históricos de Tandil, la Asociación Cultural Sanmartiniana de Tandil y la Fundación Universidad de Tandil “Dr. Osvaldo M. Zarini”

### Publicaciones
Publicó varios libros hasta 2016:
- La Cultura y los medios de comunicación. Tupac Amaru Ediciones,1975
- Historia del periodismo de Tandil en colaboración con José P. Barrientos. 1975. Prólogo de Juan C. Vedoya.
- La Universidad de Tandil. Historia de un esfuerzo.1975. Prólogo de Cristina Minutolo.
- Ernesto Valor y el desarrollo de las artes plásticas en Tandil, 1976. Prólogo de Córdova Iturburu
- Los italianos en Tandil..SISM, 1977. Prólogo de Enrique de Gandía.
- La Campaña del desierto y la tecnificación ganadera- en colaboración. EUDEBA, 1980
- Legislación Municipal de Tandil. Archivo Histórico Municipal de Tandil,1982
- Aproximación al concepto de Cultura. CICUESBO, tres ediciones,1983. Prólogo de Jorge Cremonte
- Breve  crónica  del Regimiento 1º de Caballería. Comisión de Homenaje al Regimiento “Cnel. Brandsen”,Tandil, 1983.
- Martín Fierro en la frontera del Azul. El Tiempo, 1983.
- Historia de Tandil. T I. UNCPBA, 1983
- Historia de Tandil- T II. UNCPBA, 1985
- Historias del Tandil.T.I. Cidle Editora,2007, Prólogo de Pablo Dal Dosso.
- Historias del Tandil II. Cidle Editora,2008, Prólogo de Hernán Otero.
- Historias del Tandil III. Cidle  Editora-UNCPBA, 2010, Prólogo de Marcelino Irianni.
- Santa Ana. 100 años de Fe y Magisterio., en colaboración con Yolanda Laurenti. Asociación Civil Ramón Santamarina y Valcarcel, Tandil, 2010.
- Historias del Tandil IV. Junta de Estudios Históricos de Tandil. 2011.Prólogo de Julio C. Melón Pirro.
- Historias del Tandil V.  Junta de Estudios Históricos de Tandil. 2012.Prólogo de Carlos Paz.
- Historias del Tandil VI. Cidle Editora,2014,Prólogo de María E. Argeri.
- Historias del Tandil VII. Cidle Editora,2016, Prólogo de Andrea Reguera.
- Historias del Tandil VIII. Junta de Estudios Históricos de Tandil,2018. Prólogo de Néstor Dipaola

### Reconocimientos
- 1979: Primer Premio de ensayo sobre la Conquista del Desierto de la Secretaría de Ciencia y Técnica de la Nación (integrando equipo de la UNCPBA)
- 1995: Premio Leonardo D Vinci en Letras.  Círculo de Arte de Tandil
- 2005: Premio ADEPA